# Chuyến bay 661 của Pakistan International Airlines
Chuyến bay 661 của Pakistan International Airlines (PK661 / PIA661), vận hành bởi hãng hàng không quốc của Pakistan Pakistan International Airlines, là một chuyến bay chở khách nội địa từ Chitral tới Islamabad. Vào ngày 7 tháng 12 năm 2016, máy bay sử dụng cho chuyến bay, một máy bay ATR 42-500 đăng ký số AP-BHO, bị rơi ở Havelian khi đang trên đường tới thủ đô Islamabad. Các nguồn chính thức tuyên bố đã có 42 hành khách, phi hành đoàn 5 và một kỹ sư trên tàu sân bay. Tất cả 48 người trên khoang thiệt mạng, trong đó có ca sĩ kiêm giảng thuyết Junaid Jamshed.

## Máy bay bị nạn
Chiếc máy bay bị nạn là một chiếc ATR 42-500, nối tiếp số 663, đăng ký AP-BHO. Nó đã có chuyến bay đầu tiên vào năm 2007 và được giao mới cho Pakistan International Airlines. Năm 2009, chiếc máy bay bị hư hại trong một nỗ lực hạ cánh tại Lahore. sau đó nó đã được sửa chữa và đưa vào vận hành tiếp.

## Vụ rơi
Chiếc máy bay rời sân bay Chitral lúc 15:30 PST và dự kiến sẽ hạ cánh tại sân bay quốc tế Benazir Bhutto, Islamabad vào khoảng 16:40. [5] Trước khi vụ tai nạn, phi hành đoàn đã phát đi một cuộc gọi cấp cứu. Chiếc máy bay bị rơi 30 phút sau khi cất cánh, để lại đống đổ nát bốc cháy ở phía bên của một ngọn đồi. Các nhân chứng cho biết chiếc máy bay đã bốc cháy trước khi nó rơi xuống đất. Các nhân viên dân sự và quân đội Pakistan và máy bay trực thăng đã được gửi đến các khu vực hoạt động tìm kiếm và cứu hộ. Taj Muhammad Khan, một quan chức chính phủ, nói rằng tất cả các cơ quan đều bị thiêu không còn nhận ra và các mảnh vỡ đã được phân tán.

## Hành khách và phi hành đoàn
Danh sách hành khách chuyến bay cho thấy có 5 phi hành đoàn chuyến bay, 1 kỹ sư mặt đất, 40 người lớn và 2 hành khách trẻ sơ sinh trên máy bay. Bốn mươi lăm là công dân Pakistan, những người khác là hai người Áo và một người Trung Quốc. Trong số các hành khách đã Pakistan ca sĩ kiêm giảng thuyết Junaid Jamshed người đã được đi với một trong những người vợ của mình (Nahya Junaid). Người ta cũng đã xác nhận rằng Phó Ủy viên Học Khu Chitral (Osama Ahmed Warraich) là một hành khách. 